# British Shipbuilders Corporation
British Shipbuilders Corporation war ein britischer Werftenverbund, der als öffentlich-rechtliche Körperschaft von 1977 bis 1983 nahezu alle britischen Schiffbauunternehmen besaß und leitete.

## Hintergründe

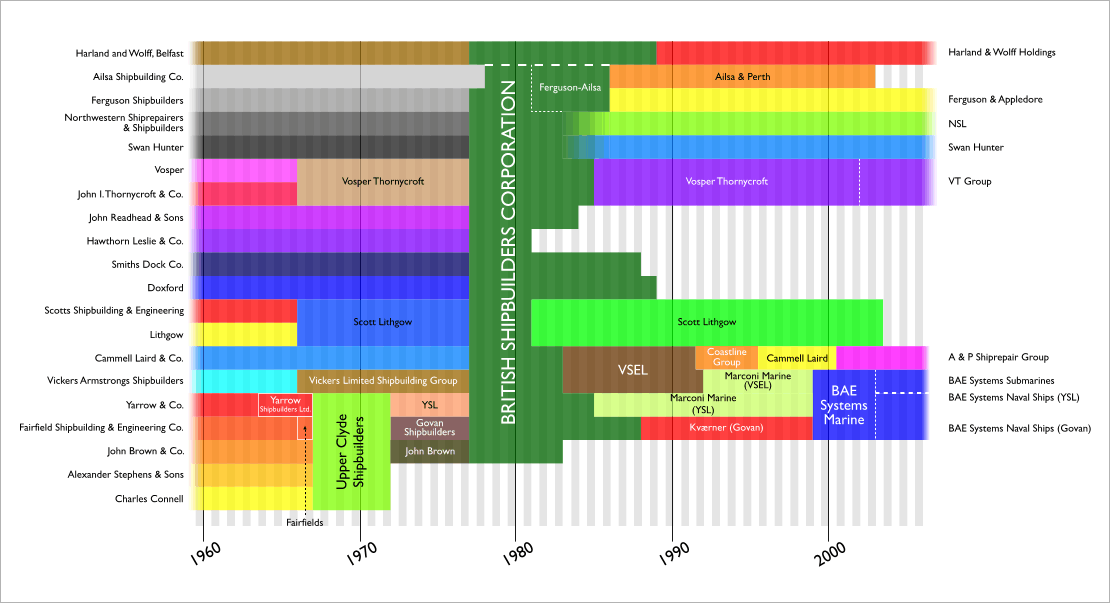
Übersicht über die Werften im British Shipbuilders Verbund

Der Verbund wurde 1977 infolge des unter der Callaghan-Regierung erlassenen Gesetzes Aircraft and Shipbuilding Industries Act 1977 gegründet, dem zufolge alle großen Schiffbauunternehmen Großbritanniens verstaatlicht wurden. Dasselbe Gesetz verstaatlichte analog auch die drei führenden britischen Flugzeugbauer und fasste diese in der British Aerospace zusammen.
Harland & Wolff, als einzige nordirische Schiffswerft, wurde als politischer Sonderfall behandelt und verblieb, trotz seiner rechtlichen Zugehörigkeit zum Verbund, unter eigener Leitung.
Ursprünglich war die British Shipbuilders Corporation in vier Industriesparten aufgeteilt, ab 1980 waren es fünf, Handelsschiffbau, Kriegsschiffbau, Schiffsentwurf, Schiffsreparatur und der Offshorebereich. Ab April 1981 wurde British Shipbuilders vor dem Hintergrund des weiter schrumpfenden britischen Schiffbaus, reorganisiert.
Unter der Regierung Thatcher wurden in den Jahren ab 1983 die im British Shipbuilders Verbund zusammengefassten Werften unter den Bedingungen des British Shipbuilders Act 1983 wieder reprivatisiert. Die verschiedenen Staatlichen Verwaltungs- und Organisationsabteilungen der British Shipbuilders Corporation, wurden im Laufe der 1980er Jahre aufgelöst.

## Beschäftigungszahlen ausgewählter britischer Werften
| Marine- und Mehrzweckwerften | Marine- und Mehrzweckwerften | Marine- und Mehrzweckwerften | Marine- und Mehrzweckwerften |
| Werft                        | 1977                         | 1980                         | 1984                         |
| ---------------------------- | ---------------------------- | ---------------------------- | ---------------------------- |
| Vickers                      | 9.500                        | 8.300                        | 8.400                        |
| Vosper Shipbuilding          | 4.800                        | 5.000                        | 4.100                        |
| Yarrow Shipbuilders          | 5.300                        | 5.500                        | 5.400                        |
| Swan Hunter                  | 11.500                       | 9.500                        | 7.500                        |
| Frachtschiffswerften         |                              |                              |                              |
| Werft                        | 1977                         | 1980                         | 1984                         |
| Cammell Laird                | 5.300                        | 4.000                        | 1.800                        |
| Govan Shipbuilders           | 5.600                        | 4.500                        | 2.200                        |
| Austin & Pickersgill         | 2.900                        | 2.800                        | 1.800                        |
| Smith’s Dock                 | 3.700                        | 2.200                        | 1.500                        |
| Sunderland Shipbuilders      | 4.600                        | 3.800                        | 2.000                        |
| Harland & Wolff              | 11.000                       | 6.500                        | 4.100                        |

## Liste der Werften im British Shipbuilders Verbund
- Ailsa Shipbuilding Company
- Appledore Shipbuilders
- Austin & Pickersgill
- John Brown & Company
- Cammell, Laird & Company
- Clelands Shipbuilding Company
- William Doxford & Sons
- Ferguson Shipbuilders
- Falmouth Shiprepairers Ltd.
- Govan Shipbuilders
- Hall, Russell & Company
- Harland & Wolff
- Hawthorn, Leslie & Company
- Northwestern Ship Repairers and Shipbuilding
- John Readhead and Sons
- Scotts Shipbuilding and Engineering Company
- Robb Caledon Shipbuilders
- Smiths Dock Company
- Swan Hunter
- Vickers Limited Shipbuilding Group
- Vosper Thornycroft
- Wallsend Slipway & Engineering Company
- Yarrow Shipbuilders